# Station Nowa Sarzyna
Station Nowa Sarzyna is een spoorwegstation in de Poolse plaats Nowa Sarzyna.